# X-Craft
Die X-Craft (auch X-Klasse genannt) war eine Klasse von Kleinst-U-Booten, die von der Royal Navy während des Zweiten Weltkriegs für Spezialoperationen eingesetzt wurde. Der bekannteste Einsatz der Boote war die Operation Source im September 1943, bei der das deutsche Schlachtschiff Tirpitz schwer beschädigt wurde. Ab 1942 wurden 20 Boote gebaut, davon zwei Prototypen und sechs zu Trainingszwecken. Sieben U-Boote gingen während verschiedener Einsätze verloren, die restlichen wurden mit dem Kriegsende außer Dienst gestellt.

## Entwicklungsgeschichte
Die Boote wurden noch vor dem Beginn des Zweiten Weltkriegs für Spezialoperationen in küstennahen Gewässern entwickelt. Der Bau der beiden Prototypen X-3 und X-4 begann 1939 unter strengster Geheimhaltung in der Marinewerft in Portsmouth. 1940 entschied man sich die zuvor ablehnende Haltung gegenüber diesen Booten aufzugeben. Admiral Max Kennedy Horton war hier ein großer Verfechter, da er Einsatzmöglichkeiten sowohl an der französischen Küste als auch in den norwegischen Fjorden sah. X-3 lief nach über zweijähriger Entwicklungs- und Bauzeit am 15. März 1942 vom Stapel. Die ersten Erprobungsfahrten fanden im September und Oktober 1942 vor Schottland statt. Im Dezember 1942 begann Vickers-Armstrongs mit dem Bau der ersten Serienboote. X-5 bis X-10 wurden Anfang 1943, mit leichten Modifikationen, fertiggestellt. Diese Boote bewährten sich, woraufhin X-20 bis X-25 bestellt und Anfang 1944 ausgeliefert wurden. Mit XT-1 bis XT-6 wurden vereinfachte Neubauten produziert, welche ausschließlich als Übungsboote dienten.

## Technik

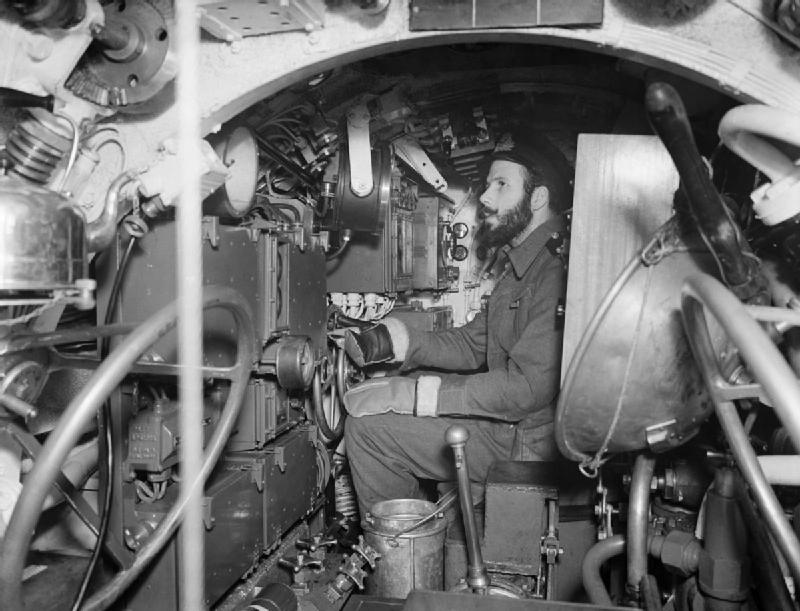
Besatzungsmitglied an der Tiefensteuerung

### Rumpf und Antrieb
Der Rumpf der X-Crafts war 15,62 Meter lang und 1,75 Meter breit. Der Innendurchmesser des Druckkörpers betrug 1,50 Meter, der Tiefgang des Bootes im aufgetauchten Zustand lag bei 1,60 Meter. Die Verdrängung lag aufgetaucht bei 27 ts und getaucht bei 30 ts, (andere Quellen nennen 30 und 34 ts). Der Druckkörper wurde in drei Sektionen von unterschiedlichen Herstellern gebaut (Bugsektion: Thornycroft, Mittelsektion: Vickers-Armstrongs, Hecksektion: Brigham & Cowan) und bei Vickers-Armstrongs endmontiert. Der gesamte Rumpf, der aus Stahlplatten mit quadratischen Verstärkungsstäben alle 165 mm gebaut war, war in vier Abteilungen unterteilt: Im Heck befand sich der Maschinenraum, davor die Kommandozentrale. An die Kommandozentrale schloss sich eine enge Ausstiegsschleuse an, über die ein Taucher das Boot verlassen konnte. Im Bug befand sich ein kleiner Raum, der als Schlaf- und Lagerraum genutzt werden konnte. Die Boote verfügten über ein ausfahrbares Barr & Stroud-Periskop, zur Navigation stand ein Kreiselkompass zur Verfügung. Außerdem waren sie mit Hydrophonen ausgestattet. Ebenso war es mit allen Tauch,- Regel- und Trimmzellen ausgestattet, wie sie bei großen U-Booten üblich sind.
Der Antrieb der Boote erfolgte bei Überwasserfahrt durch einen Vierzylinder-Dieselmotor mit 42 PS von Gardner, wie er auch in den Londoner Doppeldeckerbussen eingesetzt wurde. Der Motor brachte das Boot auf eine Höchstgeschwindigkeit von 6,5 Knoten (12 km/h), die Reichweite lag bei 1400 Seemeilen. Bei Tauchfahrt erfolgte der Antrieb durch einen Keith-Blackman-Elektromotor mit 30 PS. Dieser bezog seine Energie aus einem 112-zelligen Bleiakkumulator von Exide, der 440 Amperestunden lieferte. Die Akkuzellen befanden sich im Bugraum des U-Boots. Die Höchstgeschwindigkeit mit Elektroantrieb betrug 5,5 Knoten, die maximale Reichweite lag bei einer Geschwindigkeit von 2,2 Knoten bei 82 Seemeilen.

### Bewaffnung und Besatzung
Die Bewaffnung der U-Boote bestand aus zwei seitlich angebrachten, abwerfbaren Grundminen. Die Ladung der Minen bestand aus jeweils 2032 kg hochexplosivem Amatex-Sprengstoff (Mischung aus 40 % RDX, 40 % TNT und 20 % Ammoniumnitrat), die durch einen Zeitzünder gezündet wurden. Der Abwurf der Minen erfolgte durch eine Handkurbel im Inneren der Boote. Anstelle der Grundminen konnte alternativ eine größere Anzahl Haftminen an Bord genommen werden, welche von Tauchern an Schiffsrümpfen angebracht werden konnten.
Die Besatzung der Boote setzte sich während der Einsatzfahrt aus vier Seeleuten zusammen. Der Kommandant war für Navigation und Bedienung des Periskops zuständig, ihm unterstellt waren der erste Leutnant, der für die Schiffsführung verantwortlich war und die Ruder bediente. Der Schiffsingenieur überwachte die technischen Anlagen und war für die Wartung der Motoren verantwortlich. Der vierte Mann, der Kampftaucher, stieg durch die Druckschleuse aus; er konnte weitere Haftminen an Schiffen anbringen und war auch für das Durchtrennen von Sperrnetzen verantwortlich. Auf Überführungsfahrten sowie beim Schlepp ins Einsatzgebiet wurde auf den Taucher an Bord verzichtet.

## Einsätze und Verbleib
Aufgrund der geringen Reichweite wurden die Boote zumeist von großen U-Booten der S- oder T-Klasse ins Einsatzgebiet geschleppt, erst die letzten Kilometer legten die Boote aus eigener Kraft zurück. Bei der Rückfahrt aus dem Einsatzgebiet warteten die Schlepp-U-Boote dann an einem Rendezvous-Punkt, von wo aus sie die Boote wieder zur Ausgangsbasis zurückschleppten.
- Im März 1943 sollten Boote nach Australien verlegt werden was von Vizeadmiral Charles A. Lockwood allerdings abgelehnt wurde.
- Anfang November 1942, bei Tauchübungen, ereignete sich ein Unfall mit dem Boot X-3 welches volllief und auf 33 Meter absank. Die Besatzung konnte sich retten und das Boot wurde noch am selben Tag gehoben.
- Bekannt wurden die Boote im September 1943 durch die Operation Source. Bei welchem alle zur Verfügung stehenden Boote dieses Typs zum Einsatz kamen. Der Angriff sollte dem deutschen Schlachtschiff Tirpitz gelten welches von den Booten X-5, X-6 und X-7 anvisiert wurde. Während sich X-9 und X-10 einem Angriff auf die Scharnhorst näherten und X-8 die Lützow als Ziel hatte. Alle diese Schiffe lagen an ihren Liegeplätzen im Kåfjord, einem Seitenarm des Altafjords, in Norwegen. X-5, welches vom U-Boot Thrasher geschleppt wurde, ging während der Anfahrt verloren, während X-6, welches im Schlepp der Truculent und X-7 im Schlepp der Stubborn am 23. September erfolgreich zwei Minen mit Zeitzünder unter der Tirpitz platzieren konnten. X-6 wurde entdeckt und beschossen, konnte aber ihre Sprengladung noch anbringen und zur Detonation bringen, kurz bevor es sank. X-7 hingegen konnte ungestört ihre Minen unter dem Schiff anbringen, wurde aber beim Rückmarsch entdeckt und durch MG-Feuer versenkt. Beide Besatzungen wurden von den Deutschen gefangen genommen. X-9 war im Schlepp der Syrtis und X-10 im Schlepp der Sceptre. X-9 ging am 15. September nach Brechen der Schlepptrosse mit Besatzung verloren, während X-10 wegen technischer Probleme nicht zum Einsatz kam. Beim Rückmarsch am 3. Oktober wurde X-10 wegen eines Sturmes auf Befehl versenkt. X-8, welches im Schlepp der Sea Nymph gezogen wurde, hatte Undichtigkeiten am Auftriebsbehälter, weswegen die Sprengladungen abgeworfen werden mussten. Dabei detonierte eine Sprengladung und beschädigte das Boot so sehr, dass es am 17. September versenkt werden musste.
- Am 7. Februar 1944 wurde X-22 durch die Syrtis im Rahmen von Schlepperprobungen gerammt und ging mitsamt der Besatzung vor Schottland unter.
- Aber auch während der Operation Overlord waren sie eingesetzt, X-20 und X-23 markierten die äußerste linke und rechte Position der britisch-kanadischen Landezone mit Positionslichtern. Andere Boote setzen Taucher aus, um Bodenproben zu nehmen und die beste Position für die Anlandung von Panzern und anderen Fahrzeugen zu ermitteln.
- Im April 1944 versenkte X-24 im Schlepp der Sceptre irrtümlich den Frachter Bärenfels, ein deutsches Versorgungsschiff im Hafen von Bergen. Ursprüngliches Ziel war das Schwimmdock Laksevaag. Im September 1944 wurde dieser Angriff erneut erfolgreich durchgeführt. Hierbei wurde nicht nur das Schwimmdock, sondern auch noch ein kleines Handelsschiff zerstört.
- Sieben weitere Boote gingen bei Einsätzen verloren. Die anderen wurden nach Kriegsende außer Dienst gestellt und abgewrackt.

Die weiterentwickelten Nachfolgeboote der XE-Craft wurden im Pazifik eingesetzt.
Das einzige noch erhaltene X-Klasse-Boot, X-24, steht im Royal Navy Submarine Museum.

## Mediale Rezeption
Der britische Spielfilm Tauchfahrt in die Hölle (Originaltitel Submarine X-1) aus dem Jahr 1968 des Regisseurs William A. Graham mit James Caan in der Hauptrolle handelt von dem Angriff mit Booten der X-Klasse auf das Schlachtschiff Tirpitz im Rahmen der Operation Source während des Zweiten Weltkriegs.